# Apophthisis
Apophthisis là một chi bướm đêm thuộc họ Gracillariidae.

## Các loài
- Apophthisis congregata Braun, 1923
- Apophthisis pullata Braun, 1915